# Panama (ville)
Pour les articles homonymes, voir Panama (homonymie).
Ne doit pas être confondu avec Panamá Viejo ou Casco Viejo.
Panama (en espagnol : Ciudad de Panamá) est la capitale et la plus grande ville de la république du Panama, située sur la côte Pacifique, à l’entrée du canal de Panama. Elle est également le chef-lieu de la province homonyme.
En 2015, 40 % de la population de la capitale vivait sous le seuil de pauvreté et 50 % n'était pas relié au réseau de distribution d'eau potable.

## Histoire
Panamá la Vieja, ce qui est aujourd'hui la vieille ville, a été fondée le 15 août 1519 par le conquistador Pedro Arias Dávila,, avec 100 habitants. Premier établissement européen sur la côte Pacifique, le village de pêcheurs devient rapidement une tête de pont pour l'exploration et la conquête de la région du Pérou et un point de transit pour l'or et l'argent à destination de l'Espagne. Les métaux arrivent de Callao par bateau, puis sont transportés à dos de mule de Panamá à Nombre de Dios où des bateaux venus de Carthagène les chargent. Deux ans plus tard, en 1521, la ville acquiert le titre de Ciudad Real (« cité royale ») et un blason par arrêté royal de Charles Quint. En 1621, la ville est touchée par un tremblement de terre qui détruisit la ville.

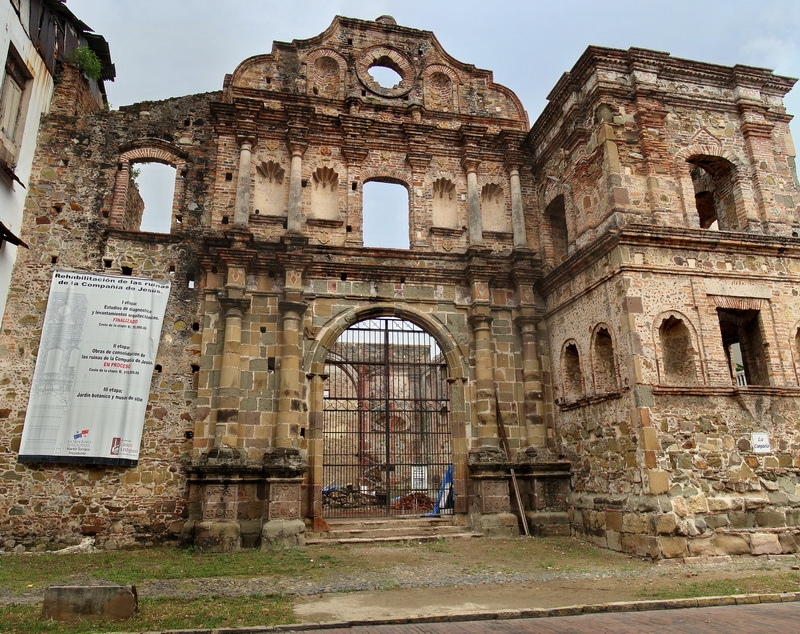
Les ruines de l'ancien couvent jésuite.

La prospérité de Panamá devient l'objet de nombreuses convoitises des pirates. En 1671, le pirate gallois Henry Morgan avec ses 1 200 hommes battent les forces locales lors de la bataille de Mata Asnillos, puis saccagent complètement la ville. Après ce pillage et l'incendie qui suivit, les Espagnols décident de déplacer la ville dans une région mieux protégée et plus saine. La péninsule à 8 km au sud-ouest est le site choisi pour établir la nouvelle cité (Casco Viejo).
L'isthme de Panamá devient important dans le passage entre les deux côtes de l'Amérique. Deux ans après le début de la ruée vers l'or en Californie en 1848, la Panamá Railroad Company a été fondée et commence l'exploitation en 1855. Entre 1848 et 1869, date de l'achèvement de la première ligne transcontinentale aux États-Unis, environ 375 000 personnes ont franchi l'isthme de l'océan Atlantique à l'océan Pacifique, et 225 000 dans la direction opposée. Ce trafic accroît considérablement la prospérité de la ville pendant cette période.
La construction du canal de Panamá, imaginée au XVIe siècle et finie en 1914, a été d'une grande utilité pour le développement de l'économie du pays et de ses infrastructures. L'éradication de la fièvre jaune et du paludisme est par exemple réalisée sous l'impulsion américaine. Néanmoins, la plupart des travailleurs impliqués dans la construction du canal ont été acheminés depuis les Antilles, ce qui a créé des tensions raciales et sociales sans précédent dans la ville.
Au cours de la Seconde Guerre mondiale, la présence de personnel civil et militaire américain augmente avec la construction de bases militaires. Cela amène de nouvelles tensions entre Panaméens et Américains qui vivent dans la zone du canal. D'importantes émeutes éclatent le 9 janvier 1964.
Dans la fin des années 1970 jusqu'aux années 1980, le Panamá est devenu un point d'attraction bancaire, notamment dans le blanchiment d'argent. En 1989, l'invasion du Panamá par les États-Unis est décidée par le gouvernement de George H. W. Bush pour renverser le gouverneur du pays, le général Manuel Noriega. À la suite de cette opération, une partie d’El Chorrillo, un quartier qui se composait principalement de bâtiments en bois datant d'avant le début XXe siècle, a été détruite par le feu.
Dans les années 2000, la ville de Panamá reste un centre financier majeur.
En 1997, la vieille ville est inscrite au patrimoine mondial de l'UNESCO,.
En 2016, la publication des Panama Papers permet de tracer quelques circuits de blanchiment d'argent transitant par diverses sociétés.

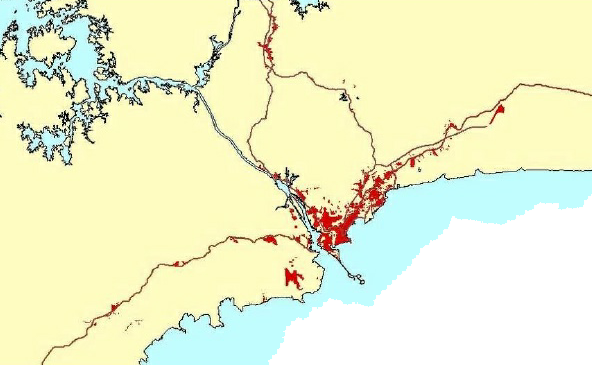
La ville de Panama en 1955.
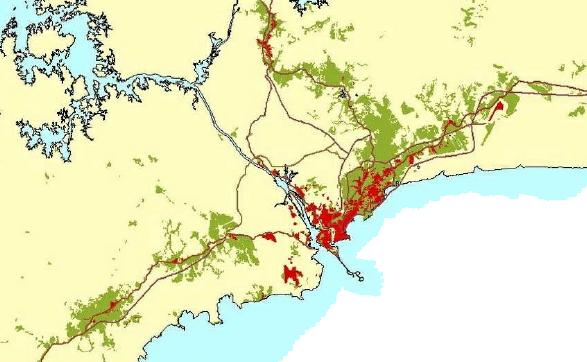
La ville de Panama en 2000.

## Géographie
La capitale panaméenne est située à 459 km à l'est-sud-est de San José, au Costa Rica, à 814 km au nord-ouest de Bogotá et à 1 059 km au sud-sud-ouest de Kingston, en Jamaïque.
Panamá est localisée sur l'isthme de Panamá, à l’entrée du canal de Panamá, du côté de l'océan Pacifique. Administrativement, la ville se trouve dans la province de Panamá et dans le district de Panamá, ce dernier étant d'une superficie de 2 011,9 km2.
La ville est bâtie avec des rues perpendiculaires telle un damier (plan hippodamien).
La ville est très vallonnée, avec de hautes collines comme le Cerro Ancón (es) Cerro Azul (Panama) (en) le Cerro Jefe, le Cerro San Francisco qui culminent respectivement à 199 m, à 950 m et à 1 007 m. 
La ville est traversée par 8 cours d'eau qui sont : le rio Cárdenas, le río Curundú, le río Matasnillo, le río Matías Hernández, le río Abajo, le río Juan Díaz, le río Tapía et le río Tocumen.

La ville de Panama avec ses différents districts.
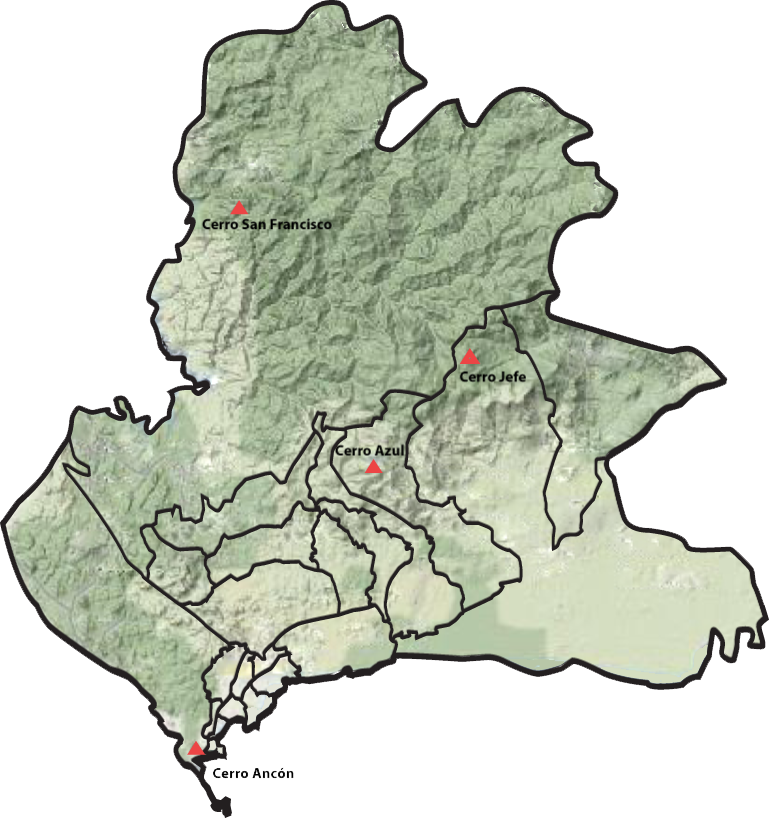
Le relief de Panama.
Hydrographie principale de Panama. Le canal est à gauche sur la carte.

## Climat
La ville de Panamá étant située sur la côte Pacifique du Panamá, elle connaît un climat équatorial avec une saison humide qui s'étend de mai à décembre, et une saison sèche de janvier à avril. Les températures annuelles se situent entre 21 °C et 35 °C.
| Mois                              | jan. | fév. | mars | avril | mai | juin | jui. | août | sep. | oct. | nov. | déc. | année |
| --------------------------------- | ---- | ---- | ---- | ----- | --- | ---- | ---- | ---- | ---- | ---- | ---- | ---- | ----- |
| Température minimale moyenne (°C) | 23   | 23   | 24   | 24    | 24  | 23   | 23   | 23   | 23   | 23   | 23   | 23   | 23,25 |
| Température maximale moyenne (°C) | 31   | 31   | 32   | 31    | 29  | 29   | 29   | 29   | 28   | 28   | 28   | 29   | 29,5  |

## Démographie
De 100 habitants en 1519, la ville compte désormais 813 097 habitants d'après le recensement de 2005. La population croît plus vite que les attentes ce qui pose des problèmes comme la surpopulation de certains quartiers, l'approvisionnement en eau courante, des embouteillages routiers et une pollution de l'air.
La population est d'ailleurs mal répartie à cause de la forme de la ville, limitée au sud par l'océan et au nord par des zones forestières protégées.

## Administration
José Luis Fábrega Polleri est le maire de la ville. Il a succédé à José Isabel Blandón Figueroa le 5 mai 2019.

## Économie
L'économie du Panamá est axée sur les activités de service et sur le canal. La ville de Panamá représente environ 55 % du produit intérieur brut du pays en 2009. Elle héberge 79 établissements bancaires. La capitale est le principal centre d'attraction du pays grâce à sa main-d'œuvre plus qualifiée que le reste du pays et ses infrastructures plus développées.

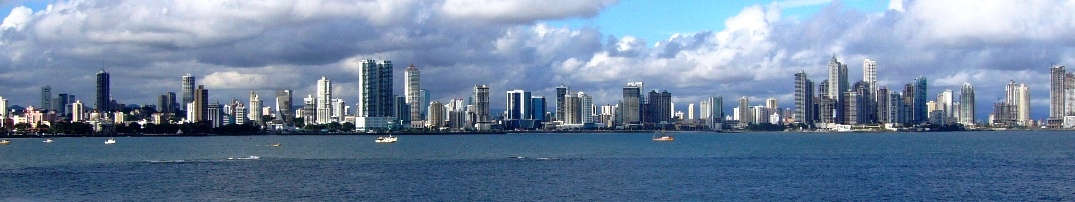
Panorama de Panamá en 2007

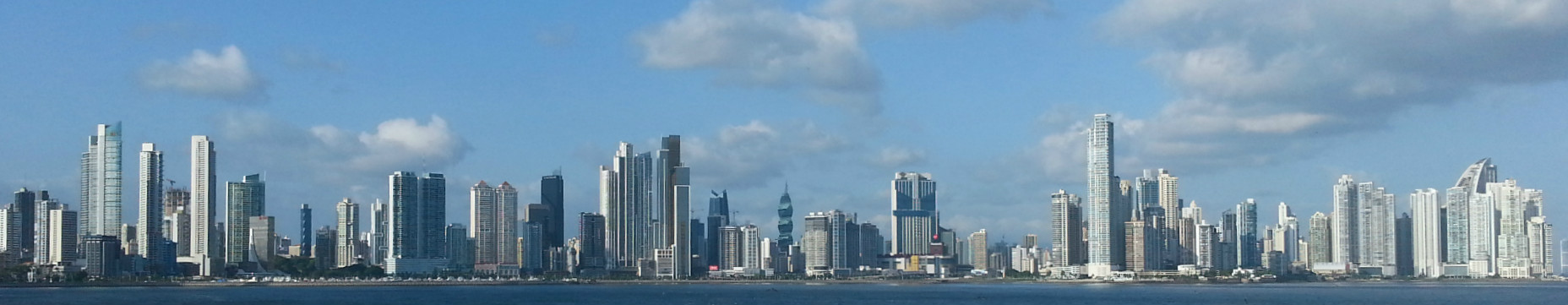
Panorama de Panamá en 2015

## Urbanisme

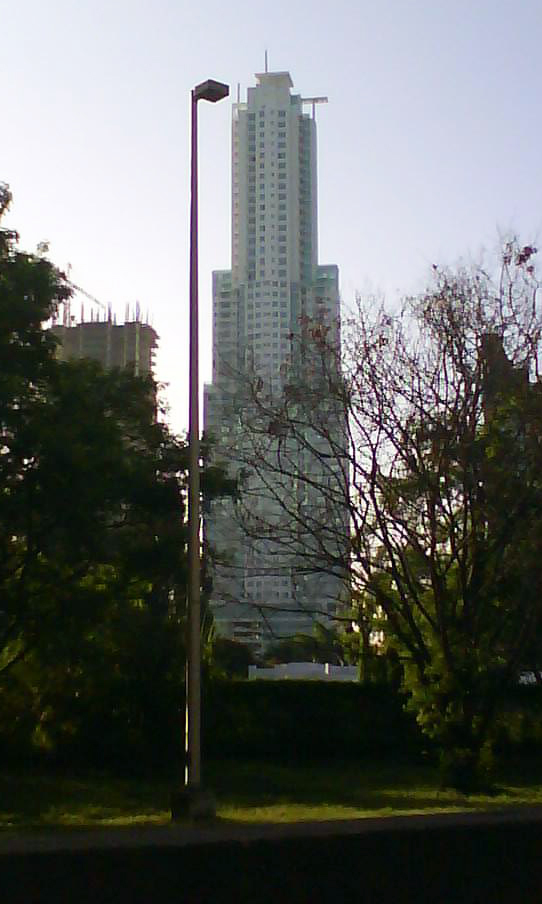
Ocean One

La ville de Panamá compte plus de 250 gratte-ciel dont en 2014, 21 de plus de deux cents mètres de hauteur. Panamá est la ville d'Amérique latine qui compte le plus de gratte-ciel après Sao Paulo au Brésil.
Le prix du mètre carré dans la ville a été multiplié par quatre entre 2005 et 2015. Depuis les années 1990, les classes populaires tendent à être repoussées dans les périphéries.

## Tourisme
La zone immédiatement à l'est de l'entrée pacifique du canal, connue sous le nom d'Amador Causeway, est actuellement développée pour être un centre touristique majeur. Actuellement[Quand ?], le Smithsonian Tropical Research Institute exploite une station et un petit musée ouvert au public à Culebra Point sur l'île de Naos.
Un nouveau musée, The Bridge of Life Museum, est actuellement en construction sur l'Amador Causeway. Ce dernier a été conçu par l'architecte américain Frank Gehry célèbre pour le musée Guggenheim de Bilbao. L'architecture de Panamá est un mélange des styles espagnol, français et italien ainsi qu'américain pour les constructions plus récentes.
La ville a été Capitale américaine de la culture en 2003, conjointement avec Curitiba au Brésil.

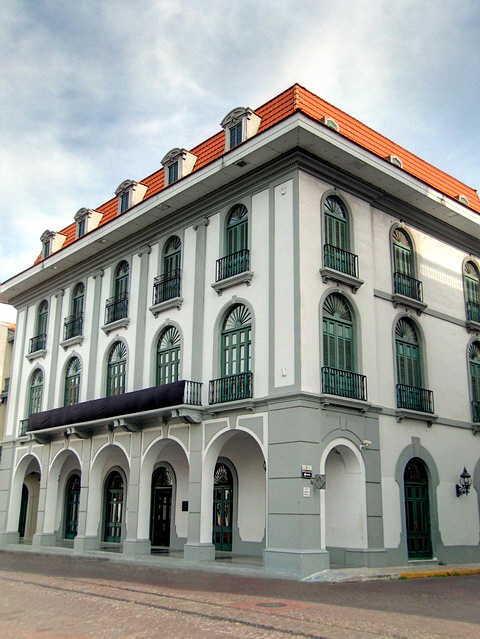
Musée du canal interocéanique.
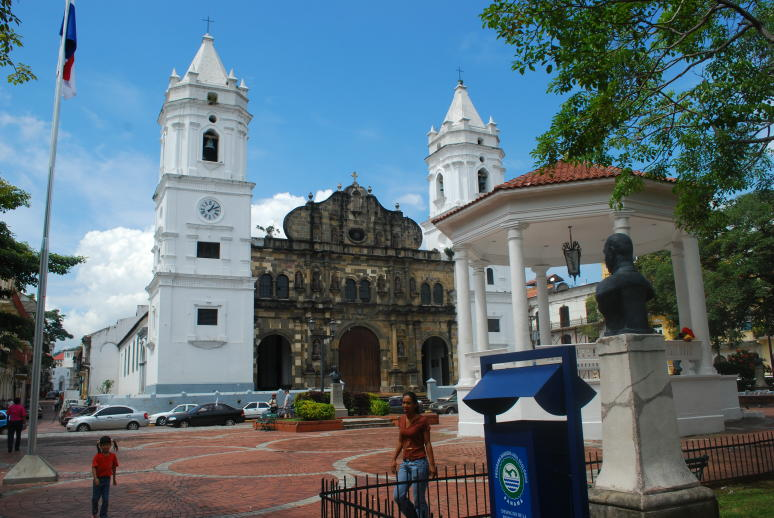
Plaza de la Independencia.
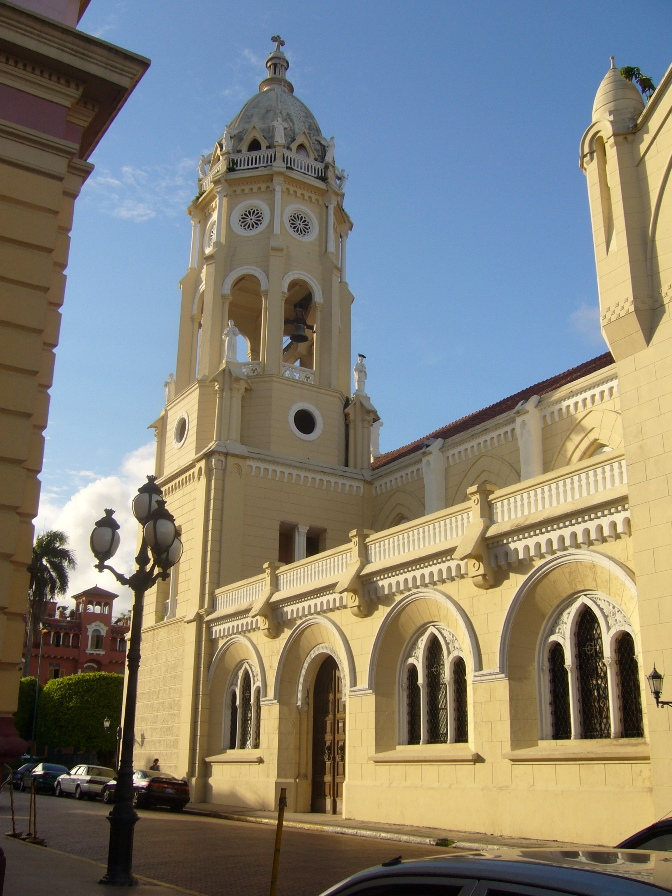
Église de San Francois d'Asis.
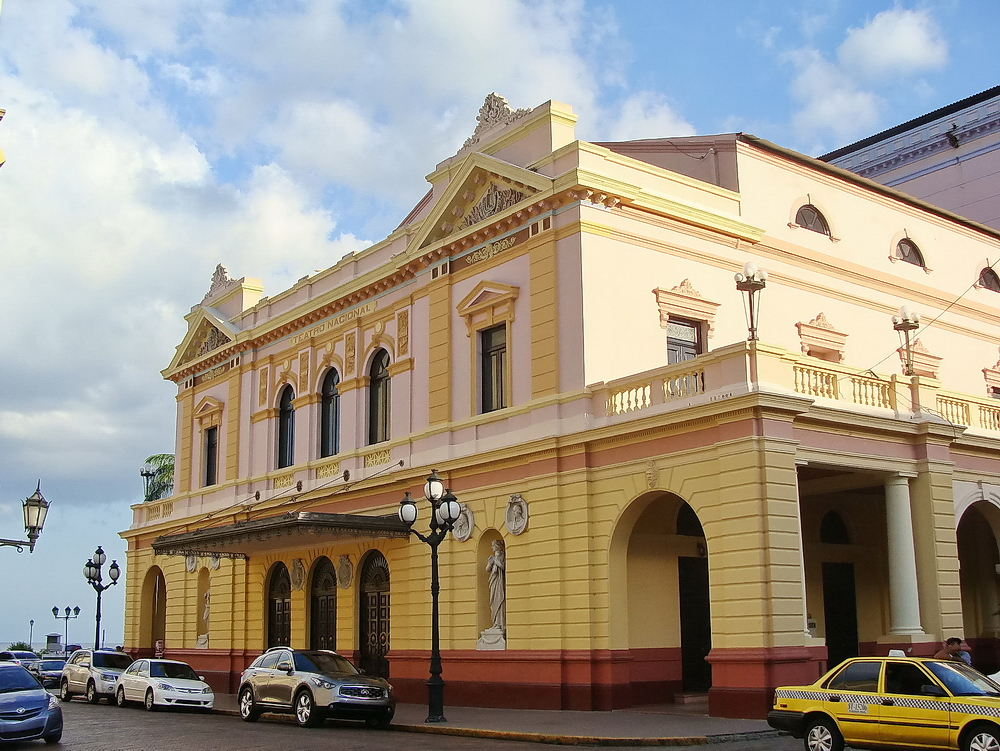
Théâtre National.

## Transport
Traversée par la route panaméricaine, la ville de Panamá dispose, depuis 2014, d'un réseau de métro pour les déplacements urbains.
L'aéroport international de Tocumen est l'aéroport international de Panamá. La ville dispose aussi de l'aéroport Marcos A. Gelabert réservé aux vols intérieurs. Ce dernier se situe sur l'ancienne base américaine Albrook Air Force Station.

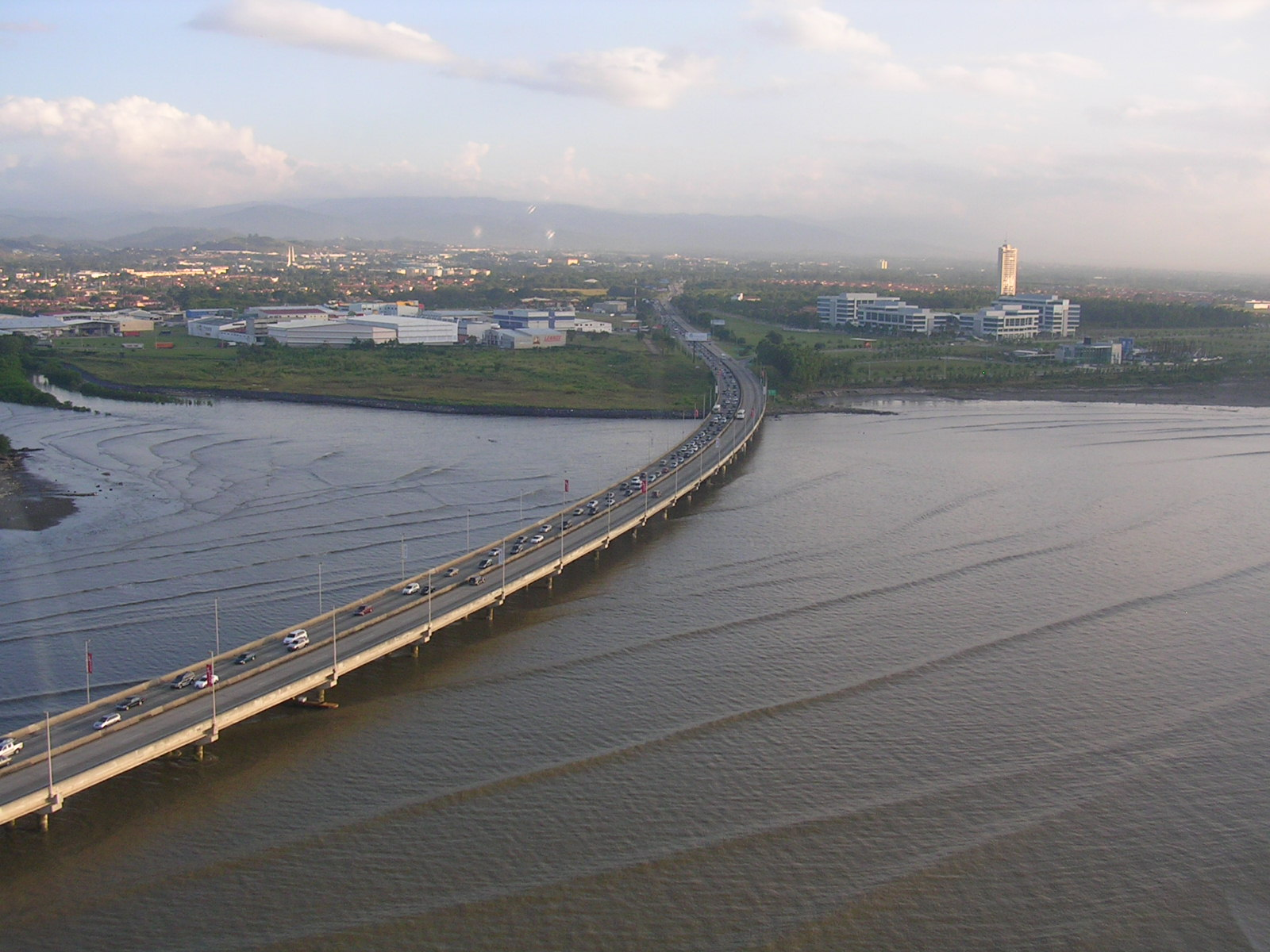
Le Corredor Sur (Corridor Sud). C'est une autoroute payante, un viaduc, qui traverse une partie du golfe de Panama et qui est chargée de décongestionner le trafic dans la partie Sud de la ville. Au Nord se trouve le Corredor Norte (Corridor Nord).
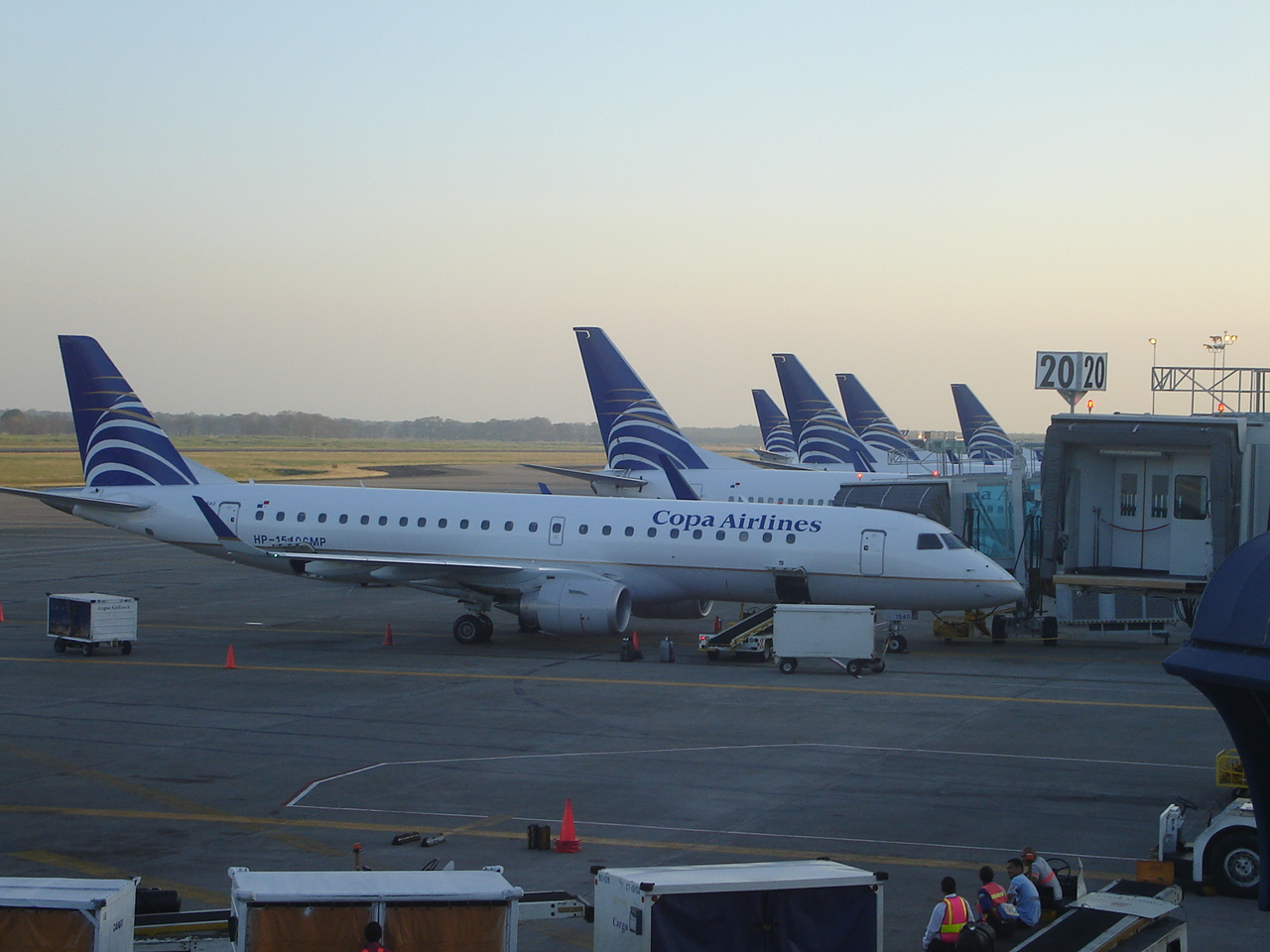
Aéroport International de Tocumen
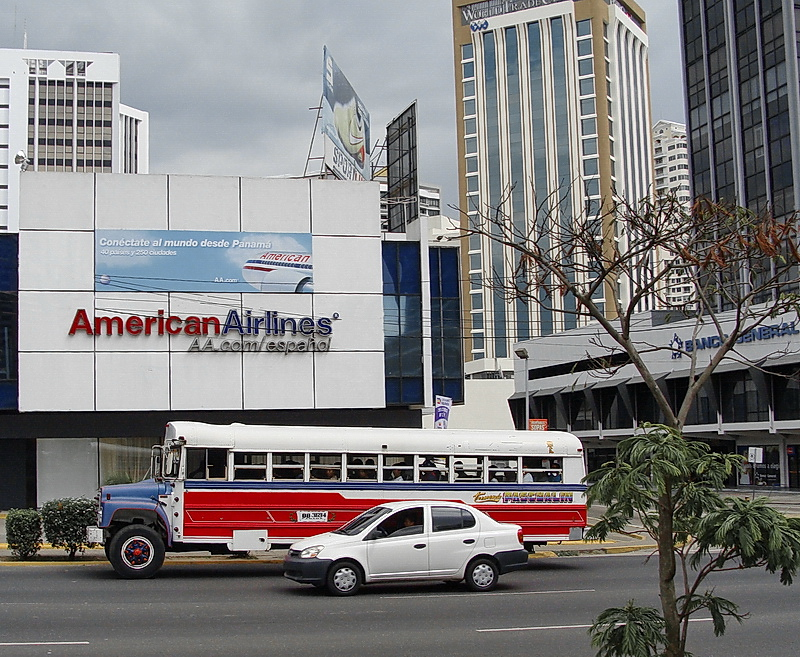
Ancien système de bus public. Ces bus sont surnommés Diablo Rojo (Diables Rouges) par la population.
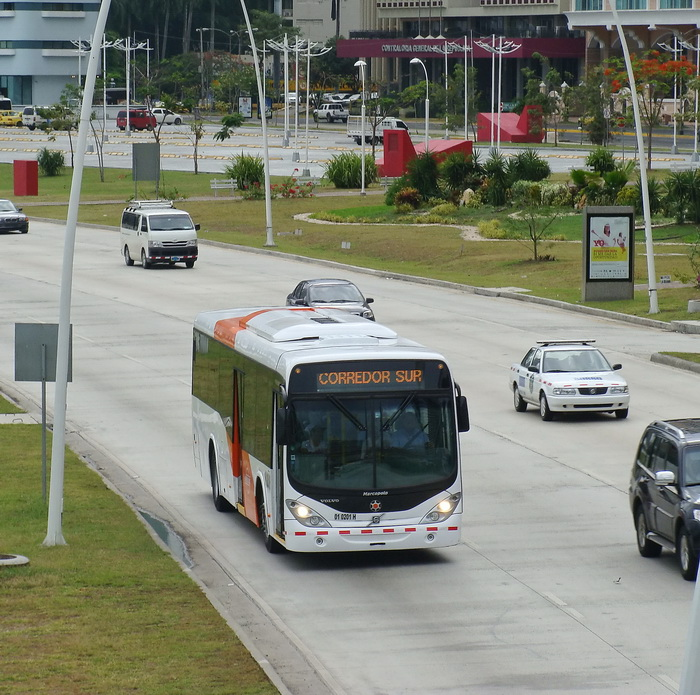
Nouveau système de transport public.
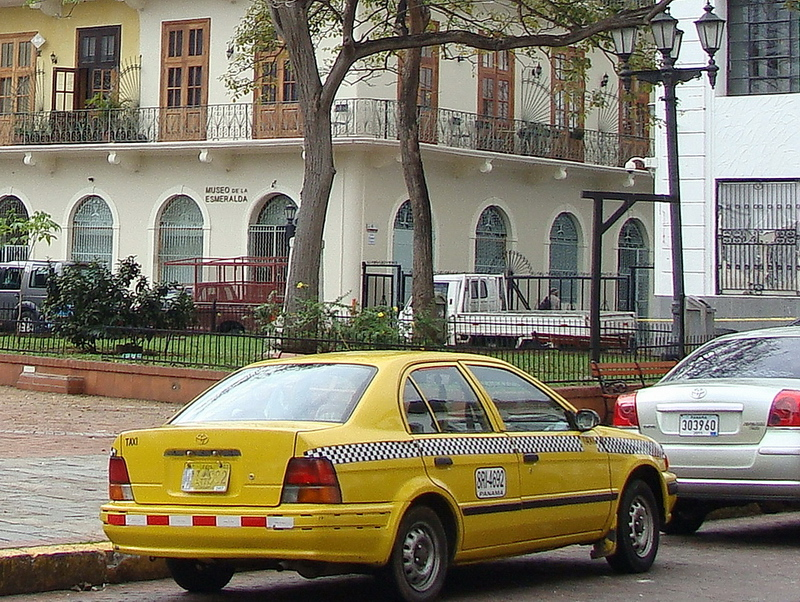
Taxi à Panama. Les taxis sont tous de couleur jaune.
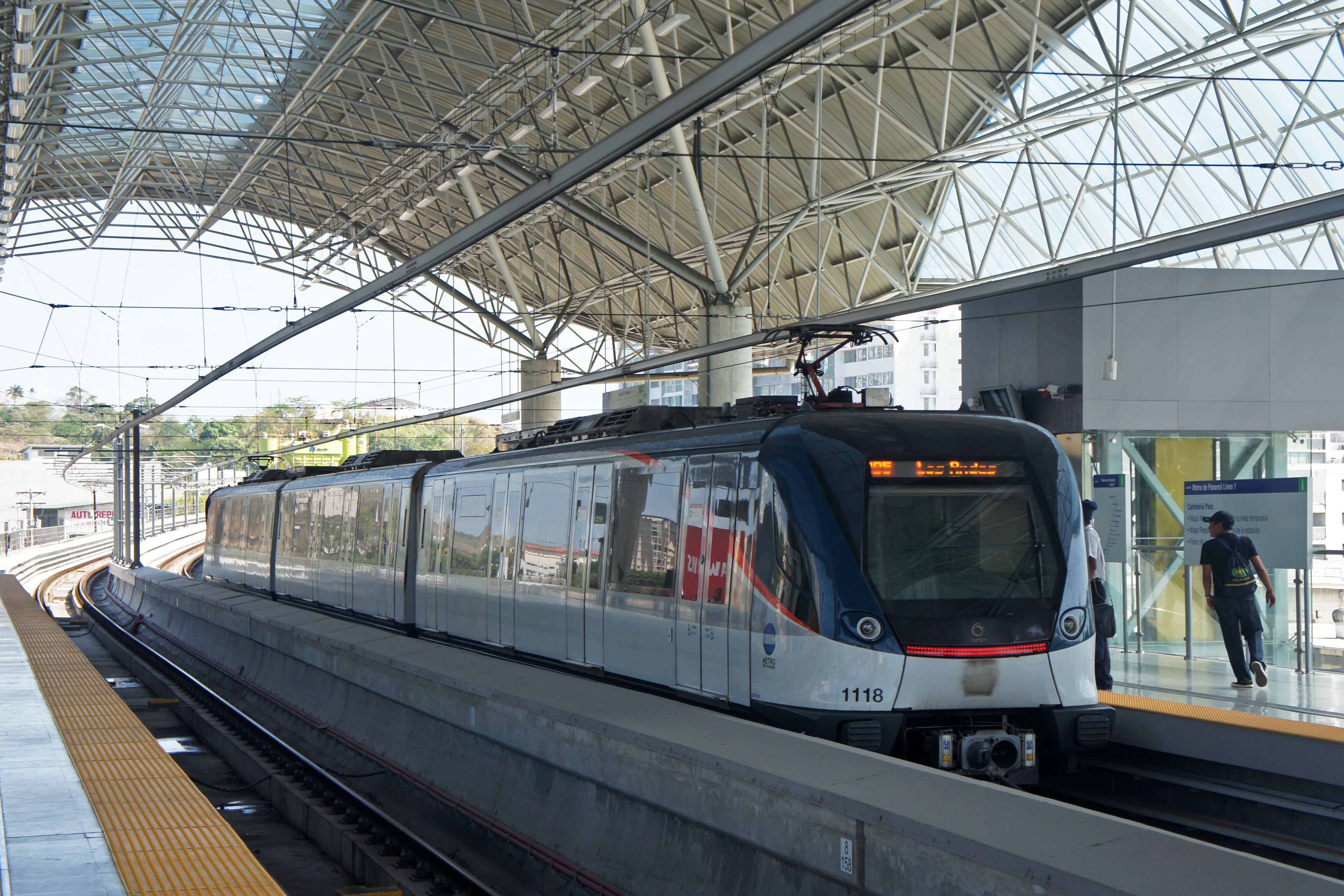
Le métro de Panama

## Culture et patrimoine

### Panamá Viejo
Les ruines de la vieille ville incendiée par les pirates est une attraction touristique populaire. Depuis 1997, elles font partie du bien dénommé « site archéologique de Panamá Viejo et district historique de Panamá » inscrit au Patrimoine mondial de l'UNESCO.

### Centre historique de Panamá
Le centre historique de la ville de Panamá, connu comme Casco Viejo, est le nom donné à l'endroit où a été déplacée et rétablie en 1673 la ville de Panamá après sa destruction en 1671. Initialement, elle a été située sur une petite péninsule, entourée de récifs rocheux. Actuellement[Quand ?] le Casco Viejo fait partie de l'arrondissement de San Felipe et depuis 1997, il est inscrit au patrimoine mondial de l'UNESCO.

### Parcs
La ville possède 4 grands parcs.
Le parc Omar
Le parc Omar Torrijos d'une superficie de 56,5 ha, situé en plein centre, est un parc de loisirs et l'un des poumons de la ville. Le parc possède des installations à usage public, tels que salle de gymnastique, piscine, courts de tennis, terrains de baseball, de basket-ball et de football, un auditorium en plein air, des salles de réunion, une bibliothèque et des restaurants. Ce lieu permet la pratique de différentes activités tant culturelles, religieuses, sociales et de santé publique. Son périmètre est d'environ 5 km. Le parc Omar, est le parc le plus visité tant comme attraction naturelle et comme zone de loisirs de la ville de Panamá. Il reçoit environ 25 000 personnes par mois.
Le parc métropolitain naturel de Panamá
Le parc métropolitain naturel du Panamá d'une superficie de 232 ha est situé dans le corregimiento d'Ancón (Panamá) de la ville de Panamá. Ce parc est une zone protégée car il a pour objectif de préserver une zone naturelle dans la ville de Panamá, pour aider à maintenir l'équilibre entre l'environnement et l'habitat humain, tout en protégeant la biodiversité et en fournissant un habitat approprié pour les espèces qui nécessitent de vastes territoires.
Le parc national Caminos de Cruces
Le parc national Caminos de Cruces d'une superficie de 4 590 ha  est situé à 15 km au Nord de la ville de Panamá. Situé entre le parc national Soberanía et le parc métropolitain naturel de Panamá il a été créé en 1992 afin d'être un lien pour les espèces protégées avec les autres parcs. La richesse et la variété de la faune et de la flore de ce parc sont complétées par la grande valeur historique et culturelle du Camino de Cruces et du Camino Real datant de l'époque coloniale, où un tronçon a été rétabli avec son pavement caractéristique.
Le parc national Soberanía
Le parc national Soberanía d'une superficie de 19 341 ha  est situé à proximité du canal de Panamá. Ce parc, couvert d'une forêt tropicale, abrite plus de 1 300 plantes, une centaine d'animaux  et est reconnu internationalement pour avoir une des plus riches diversités des oiseaux, est très vallonné et accidenté. Son point culminant, le cerro Calabaza, atteint 85 m.
Ce parc est un haut lieu historique de la ville de Panamá en particulier du temps des conquistadors espagnols après la conquête en 1492.

## Sport
La ville abrite trois clubs professionnels de football — Sociedad Deportiva Atlético Nacional, Club Deportivo Plaza Amador et Tauro FC — qui concoururent dans le Championnat du Panamá de football, le niveau le plus élevé du pays. Deux autres clubs professionnels de football — Deportivo Italia et Rio Abajo FC — sont en deuxième division (Primera A). Le stade le plus utilisé pour le football est le stade Javier Cruz de 2 500 places.

## Galerie

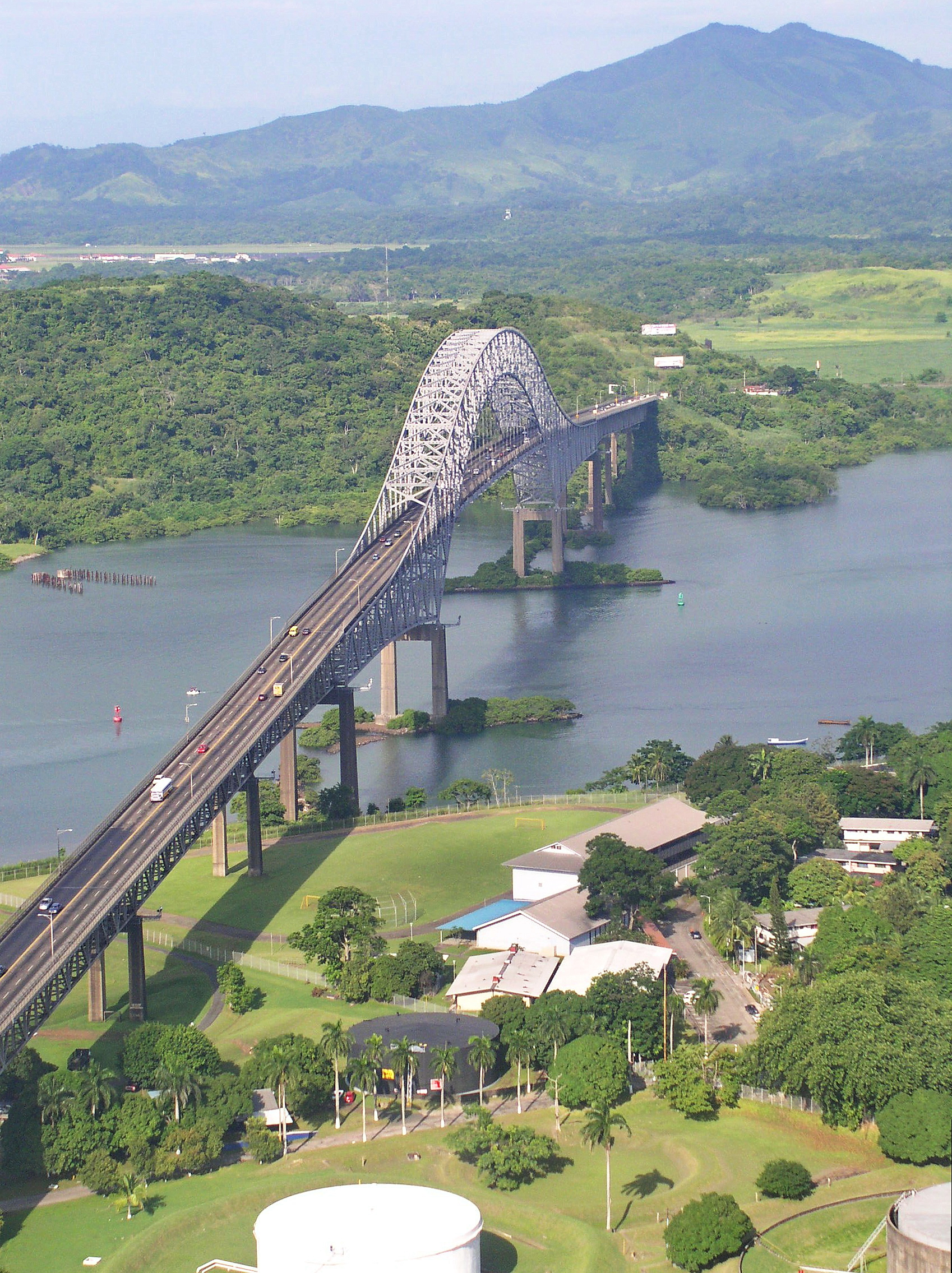
Pont des Amériques
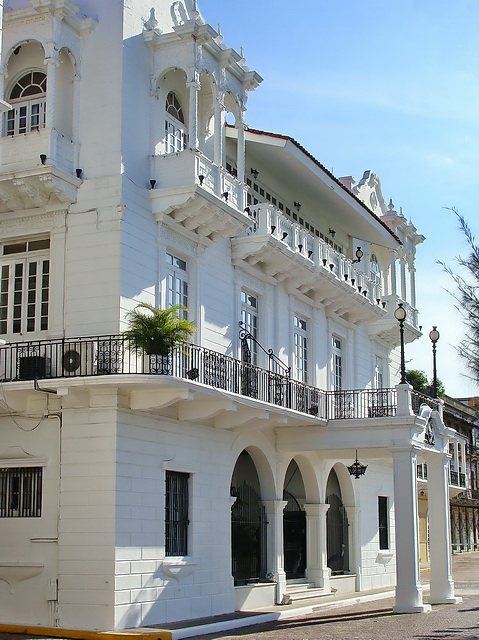
Palacio de las Garzas
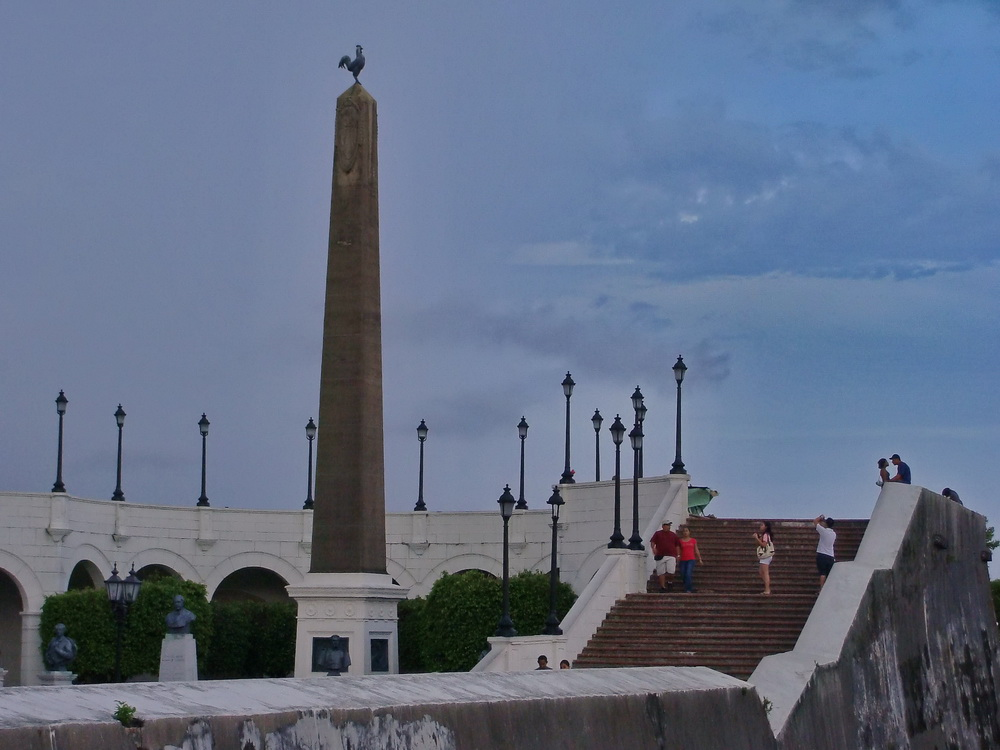
Place de France. Construite pour honorer les ingénieurs français qui ont participé à la construction du Canal
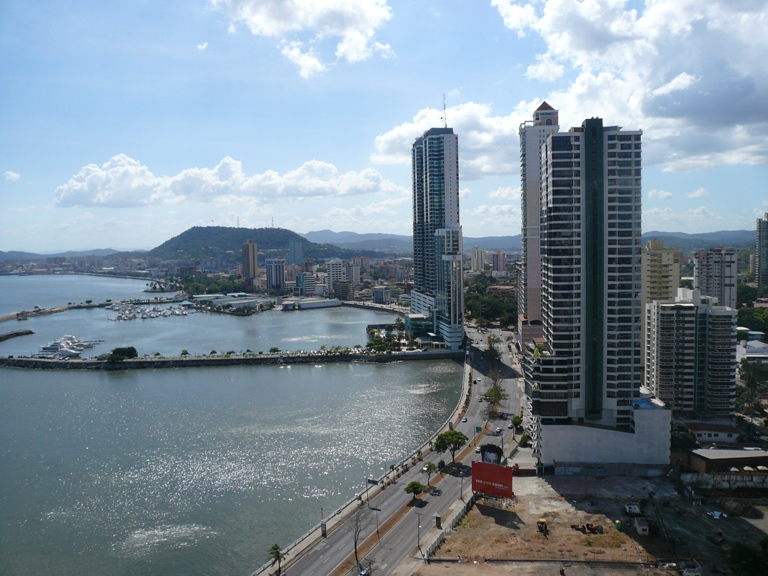
Baie de Panama
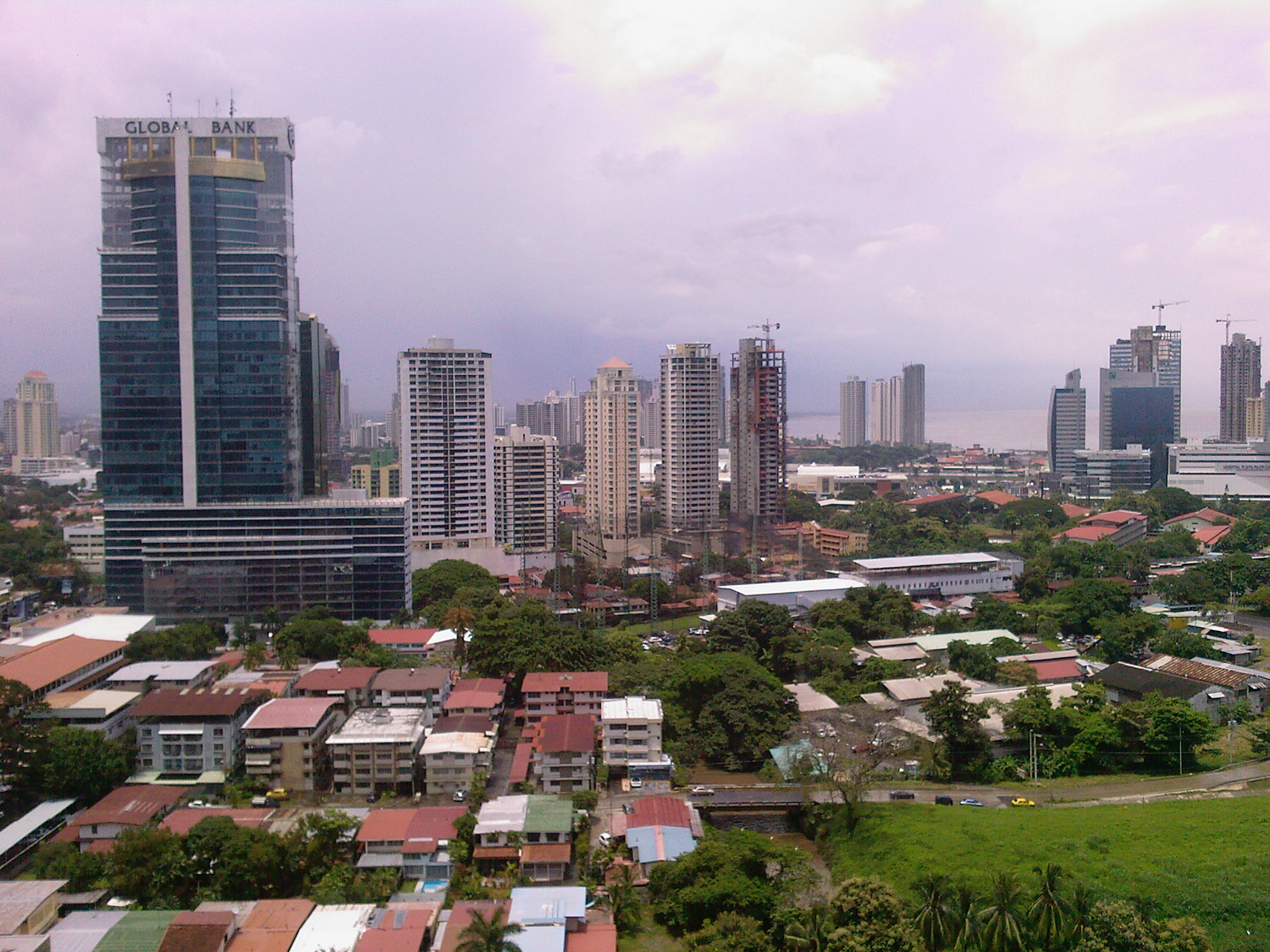
Centre financier

## Jumelages
- Buenos Aires (Argentine)
- Madrid (Espagne)
- Manille (Philippines)
- Incheon (Corée du Sud)